# Osphryon forbesi
Osphryon forbesi là một loài bọ cánh cứng trong họ Cerambycidae.